# Пам'ятки історії Новоархангельського району
У Новоархангельському районі Кіровоградської області на обліку перебуває 63 пам'ятки історії.
| № пп | Охорон. номер   | Найменування пам'ятки                                                                    | Місцезнаходження пам'ятки                                                   | Епоха         | Значення                        | Рішення                 |
| ---- | --------------- | ---------------------------------------------------------------------------------------- | --------------------------------------------------------------------------- | ------------- | ------------------------------- | ----------------------- |
| 1    | 451             | Братська могила радянських воїнів. Поховано 101 воїна                                    | Смт Новоархангельськ, вул. Центральна                                       | 1944 р.       | місцева                         | № 404 від 17.09.1969 р. |
| 2    | 452             | Братська могила радянських воїнів. Поховано 718 воїнів                                   | Смт Новоархангельськ, парк, будинок дитячої творчості                       | 1944 р.       | місцева                         | № 404 від 17.09.1969 р. |
| 3    | 453             | Братська могила радянських воїнів. Поховано 101 воїна                                    | Смт Новоархангельськ, приватне підприємство «Інтер-центр»                   | 1941 р.       | місцева                         | № 404 від 17.09.1969 р. |
| 4    | 454             | Пам'ятний знак на честь 50-річчя ВЛКСМ                                                   | Смт Новоархангельськ, центр                                                 | 1941—1945 рр. | місцева                         | № 404 від 17.09.1969 р. |
| 5    | 1015            | Могила партизанки — Байраченко К. А.                                                     | Смт Новоархангельськ, кладовище                                             | 1944 р.       | місцева                         | № 301 від 25.06.1982 р. |
| 6    | 456             | Братська могила радянських воїнів. Поховано 99 воїнів                                    | С. Борщова, Копенкуватська с/рада, біля школи                               | 1944 р.       | місцева                         | № 404 від 17.09.1969 р. |
| 7    | 2290            | Могила радянського воїна                                                                 | С. Борщова, Копенкуватська с/рада, кладовище                                | 1941 р.       | місцева                         | № 104 від 15.04.1991 р. |
| 8    | 457             | Братська могила радянських воїнів. Поховано 22 воїни                                     | С. Вільшанка, Вільшанська с/рада, центр                                     | 1944 р.       | місцева                         | № 404 від 17.09.1969 р. |
| 9    | 2291            | Братська могила радянських воїнів. Поховано 20 воїнів                                    | С. Вільшанка, Вільшанська с/рада, кладовище                                 | 1941 р.       | місцева                         | № 65 від 15.04.1991 р.  |
| 10   | 458             | Братська могила радянських воїнів. Поховано 190 воїнів                                   | С. Володимирівка, Підвисоцька с/рада, центр                                 | 1944 р.       | місцева                         | № 404 від 17.09.1969 р. |
| 11   | 459 459\1 459\2 | Братська могила радянських воїнів та могила Кравченка І. — партизана. Поховано 18 воїнів | С. Ганнівка, Ганнівська с/рада, кладовище                                   | 1944 р.       | місцева                         | № 404 від 17.09.1969 р. |
| 12   | 1148            | Братська могила радянських воїнів. Поховано 6 воїнів                                     | С. Ганнівка, Ганнівська с/рада, кладовище                                   | 1944 р.       | місцева                         | № 281 від 16.05.1985 р. |
| 13   | 1149            | Пам'ятний знак воїнам-землякам                                                           | С. Журавка, Новоархангельська с/рада, біля клубу                            | 1941―1945 рр. | місцева                         | № 281 від 16.05.1985 р. |
| 14   | 460             | Братська могила радянських воїнів. Поховано 48 воїнів                                    | С. Іванівка, Надлацька с/рада, біля клубу                                   | 1944 р.       | Місцева № 404 від 17.09.1969 р. |                         |
| 15   | 461 461/1 461/2 | Братська могила радянських воїнів та пам'ятний знак воїнам-землякам. Поховано 27 воїнів  | С. Кальниболота, Кальниболотська с/рада, біля магазину                      | 1944 р.       | місцева                         | № 404 від 17.09.1969 р. |
| 16   | 462             | Братська могила радянських воїнів. Поховано 129 воїнів                                   | С. Кам'янече, Кам'янецька с/рада, центр                                     | 1944 р.       | місцева                         | № 404 від 17.09.1969 р. |
| 17   | 1017            | Пам'ятник воїнам-землякам                                                                | С. Кам'янече, Кам'янецька с/рада, центр                                     | 1941―1945 рр. | місцева                         | № 301 від 25.06.1982 р. |
| 18   | 463             | Могила Лисова Л. С. — Героя Радянського Союзу                                            | С. Кам'янече, Кам'янецька с/рада                                            | 1944 р.       | місцева                         | № 404 від 17.09.1969 р. |
| 19   | 1151            | Братська могила радянських воїнів. Поховано 300 воїнів                                   | С. Кам'янече, Кам'янецька с/рада, східна околиця, територія ст. лікарні     | 1941 р.       | місцева                         | № 281 від 16.05.1985 р. |
| 20   | 464             | Пам'ятний знак односельчанам, які загинули на фронтах Першої світової війни              | С. Кам'янече, Кам'янецька с/рада, біля буд. культури                        | 1914 р.       | місцева                         | № 404 від 17.09.1969 р. |
| 21   | 465             | Пам'ятний знак на честь 200-річчя Коліївщини                                             | С.Кам'янече, Кам'янецька с/рада, околиця                                    | 1768 р.       | місцева                         | № 404 від 17.09.1969 р. |
| 22   | 466             | Братська могила радянських воїнів. Поховано 686 воїнів                                   | С. Копенкувате, Копенкуватська с/рада, біля школи, буд. культури            | 1944 р.       | місцева                         | № 404 від 17.09.1969 р. |
| 23   | 467             | Братська могила радянських воїнів. Поховано 80 воїнів                                    | С. Левківка, Торговицька с/рада, біля школи                                 | 1944 р.       | місцева                         | № 404 від 17.09.1969 р. |
| 24   | 468             | Братська могила радянських воїнів. Поховано 55 воїнів                                    | С. Мартинівка, Мартинівська с/рада, біля с/ради                             | 1944 р.       | місцева                         | № 404 від 17.09.1959 р. |
| 25   | 469             | Братська могила радянських воїнів. Поховано 21 воїна                                     | С. Мар'янівка, Мар'янівська с/рада, автотраса                               | 1944 р.       | місцева                         | № 404 від 17.09.1969 р. |
| 26   | 470             | Пам'ятник воїнам-землякам п.р.                                                           | с. Надлак, Надлацька с/рада, центр                                          | 1944 р.       | Місцева                         | № 404 від 17.09.1969 р. |
| 27   | 471             | Пам'ятний знак на честь ювілею Жовтневої революції (демонтований)                        | С. Надлак, Надлацька с/рада, біля буд. культури                             | 192 р.        | місцева                         | № 404 від 17.09.1969 р. |
| 28   | 2292            | Могила радянського воїна                                                                 | С. Надлак Надлацька с/рада, кладовище                                       | 1942 р.       | місцева                         | № 104 від 15.04.1969 р. |
| 29   | 472             | Братська могила радянських воїнів. Поховано 22 воїни                                     | С. Небелівка, Небелівська с/рада, біля буд. культури                        | 1941 р.       | місцева                         | № 404 від 17.09.1969 р. |
| 30   | 473 473/1 473/2 | Могила Олесцака Г. — антифашиста. Братська могила 42 воїнів                              | С. Небелівка, Небелівська с/рада, центр                                     | 1943 р.       | місцева                         | № 404 від 17.09.1969 р. |
| 31   | 474             | Братська могила радянських воїнів. Поховано 254 воїни                                    | С. Нерубайка, Нерубайська с/рада, біля Б/К                                  | 1944 р.       | місцева                         | № 404 від 17.09.1969 р. |
| 32   | 475             | Пам'ятник воїнам-землякам                                                                | С. Нерубайка, Нерубайська с/рада, центр                                     | 1941―1945 рр. | місцева                         | № 404 від 17.09.1969 р. |
| 33   | 476             | Братська могила радянських воїнів. Поховано 62 воїни                                     | С. Орлове, Покотилівська с/рада, біля будинку культури                      | 1944 р.       | місцева                         | № 404 від 17.09.1969 р. |
| 34   | 477             | Братська могила радянських воїнів і двох партизан. Поховано 144 воїни                    | С. Підвисоке, Підвисоцька с/рада, центр                                     | 1944 р.       | місцева                         | № 404 від 17.09.1969 р. |
| 35   | 478             | Братська могила радянських воїнів. Поховано 92 воїни                                     | С. Підвисоке, Підвисоцька с/рада, парк, в'їзд у село                        | 1944 р.       | місцева                         | № 404 від 17.09.1969 р. |
| 36   | 479             | Братська могила радянських воїнів. Поховано 101 воїна                                    | С. Підвисоке, Підвисоцька с/рада, на краю села                              | 1944 р.       | місцева                         | № 404 від 17.09.1969 р. |
| 37   | 480             | Пам'ятний знак воїнам-землякам. Поховано 240 воїнів                                      | С. Підвисоке, Підвисоцька с/рада, центр                                     | 1941―1945 рр. | місцева                         | № 404 від 17.09.1969 р. |
| 38   | 1019            | Пам'ятник радянським воїнам. Поховано 249 воїнів                                         | С. Підвисоке, Підвисоцька с/рада, біля СБК                                  | 1941 р.       | місцева                         | № 301 від 25.06.1982 р. |
| 39   | 1281            | Будинок, де містився штаб 6-ї та 12-ї армій                                              | С. Підвисоке, Підвисоцька с/рада; будинок універмагу                        | 1941 р.       | місцева                         | № 149 від 10.05.1988 р  |
| 40   | 1020            | Пам'ятний знак на честь 10-ї дивізії НКВС                                                | С. Підвисоке, Підвисоцька c/рада, при в'їзді в село зі сторони с. Нерубайка | 1941 р.       | місцева                         | № 301 від 25.06.1982 р. |
| 41   | 1022            | Пам'ятний знак на честь 6-ї та 12-ї армій                                                | С. Підвисоке, Підвисоцька с/рада, урочище «Зелена Брама»                    | 1941 р.       | місцева                         | № 301 від 25.06.1982 р. |
| 42   | 481             | Братська могила радянських воїнів. Поховано 68 воїнів                                    | С. Покотилове, Покотилівська с/рада, на краю села                           | 1944 р.       | місцева                         | № 404 від 17.09.1969 р. |
| 43   | 1282            | Пам'ятний знак воїнам-землякам                                                           | С. Покровка, Покровська с/рада, центр                                       | 1941―1945 рр. | місцева                         | № 149 від 10.05.1988 р. |
| 44   | 482             | Братська могила радянських воїнів. Поховано 371 воїна                                    | С. Розсохуватець, Розсохуватецька с/рада, сквер                             | 1944 р.       | місцева                         | № 404 від 17.09.1969 р. |
| 45   | 1152            | Пам'ятник воїнам-землякам                                                                | С. Розсохуватець, Розсохуватецька с/р, центр                                | 1941―1945 рр. | місцева                         | № 281 від 10.05.1985 р. |
| 46   | 483             | Братська могила радянських воїнів. Поховано 367 воїнів                                   | С. Свердликове, Свердликівська с/рада, біля клубу                           | 1944 р.       | місцева                         | № 404 від 17.09.1969 р. |
| 47   | 484             | Братська могила радянських воїнів. Поховано 6 воїнів                                     | С. Синюха, Новоархангельський район, центр                                  | 1944 р.       | місцева                         | № 404 від 17.09.1969 р. |
| 48   | 485             | Пам'ятник воїнам-землякам                                                                | С. Синюха, Новоархангельська с/рада, центр                                  | 1941―1945 рр. | місцева                         | № 404 від 17.09.1969 р. |
| 49   | 486             | Братська могила радянських воїнів. Поховано 23 воїни                                     | С. Скалівські Хутори, Скалівсько-Хутірська с/рада                           | 1944 р.       | місцева                         | № 404 від 17.09.1969 р. |
| 50   | 487             | Братська могила радянських воїнів. Поховано 45 воїнів                                    | С. Скаліва, Скалівська с/рада, сквер                                        | 1944 р.       | місцева                         | № 404 від 17.09.1969 р. |
| 51   | 488             | Братська могила радянських воїнів. Поховано 64 воїни                                     | С. Солдатське, Новоархангельська с/р                                        | 1944 р.       | місцева                         | № 404 від 17.09.1969 р. |
| 52   | 489             | Братська могила радянських воїнів. Поховано 37 воїнів                                    | С. Станіславівка, Нерубайська с/рада, парк                                  | 1944 р.       | місцева                         | № 404 від 17.09.1969 р. |
| 53   | 490 490/1 490/2 | Братська могила радянських воїнів та пам'ятний знак воїнам-землякам. Поховано 158 воїнів | С. Тернівка, Тернівська с/рада, парк                                        | 1944 р.       | місцева                         | № 404 від 17.09.1969 р. |
| 54   | 491             | Братська могила радянських воїнів. Поховано 9 воїнів                                     | С. Тимофіївка, Надлацька с/рада, парк                                       | 1944 р.       | місцева                         | № 404 від 17.09.1969 р. |
| 55   | 1053            | Пам'ятний знак на честь 650-річчя заснування села                                        | С.Торговиця Торговицька с/рада, центр                                       | 1332 р.       | місцева                         | № 281 від 16.06.1985 р. |
| 56   | 492 492/1 492/2 | Братська могила радянських воїнів та пам'ятний знак воїнам-землякам. Поховано 116 воїнів | С. Торговиця, Торговицька с/рада, парк                                      | 1941―1945 рр. | місцева                         | № 281 від 16.05.1985 р. |
| 57   | 2395            | Пам'ятний знак на честь отамана війська Запорозького І. Сірка                            | С. Торговиця, Торговицька с/рада                                            | XV ст.        | місцева                         | № 303 від 13.12.1969 р. |
| 58   | 493             | Братська могила радянських воїнів. Поховано 30 воїнів                                    | С. Урожайне, Копенкуватська с/рада, траса Копенкувате — Покотилове          | 1944 р.       | місцева                         | № 404 від 17.09.1969 р. |
| 59   | 1054            | Братська могила радянських воїнів. Поховано 12 воїнів                                    | С. Шевченкове, Копенкуватська с/рада, центр                                 | 1944 р.       | місцева                         | № 281 від 16.05.1985 р. |
| 60   | 494             | Братська могила радянських воїнів. Поховано 43 воїни                                     | С. Шляхове, Вільшанська с/рада, ліс                                         | 1944 р.       | місцева                         | № 404 від 17.09.1969 р. |
| 61   | 495             | Братська могила радянських воїнів. Поховано 49 воїнів                                    | С. Ятрань, центр                                                            | 1944 р.       | місцева                         | № 404 від 17.09.1969 р. |
| 62   | 2293            | Пам'ятний знак воїнам-землякам                                                           | С. Ятрань, центр                                                            | 1941―1945 рр. | місцева                         | № 104 від 15.04.1991 р. |
| 63   | 2294            | Братська могила радянських воїнів. Поховано 9 воїнів                                     | С. Тимофіївка, Надлацька с/рада, кладовище                                  | 1942 р.       | місцева                         | № 104 від 15.05.1991 р. |
|      |                 |                                                                                          |                                                                             |               |                                 |                         |